# R-12 Dvina

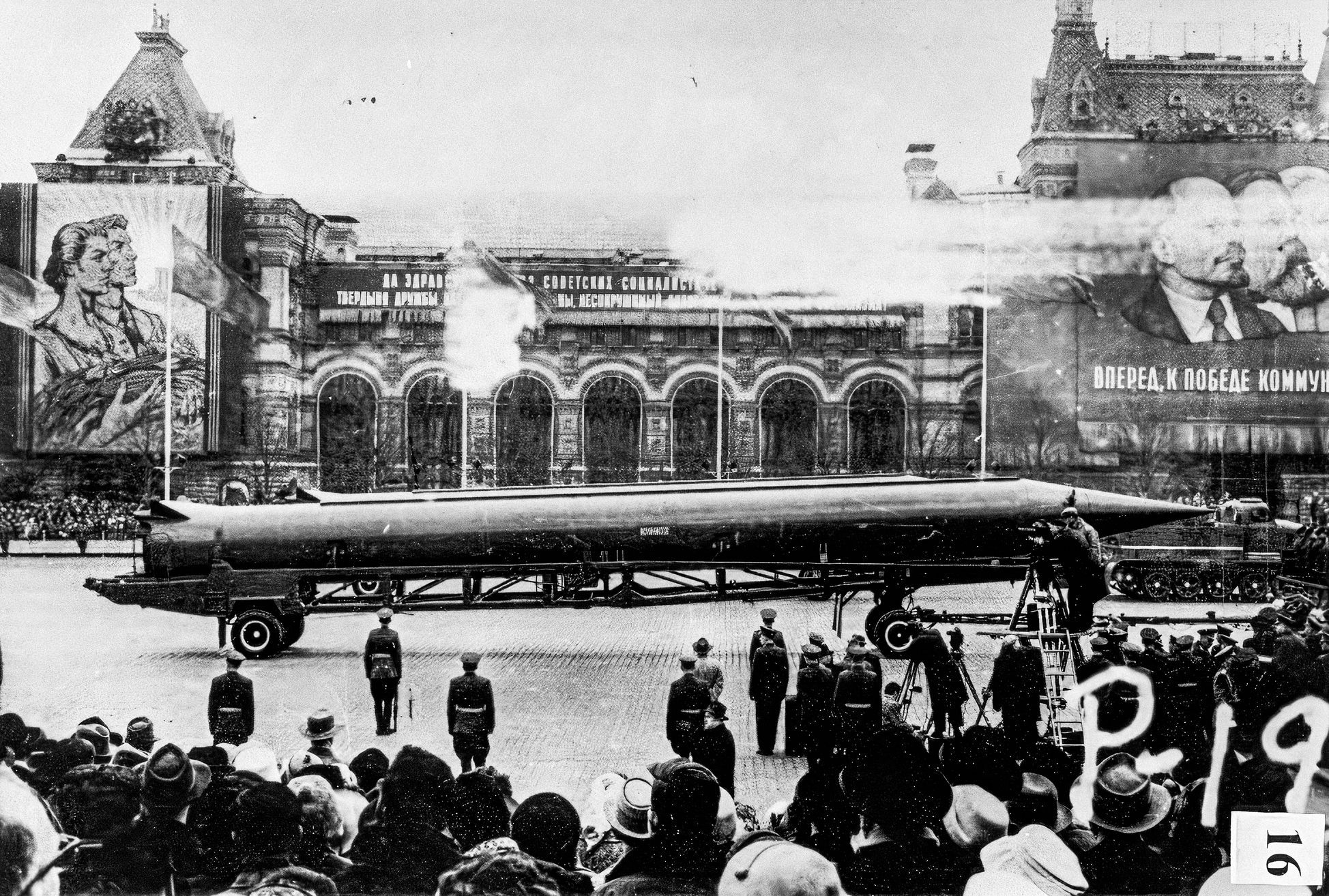
R-12 na vojenské přehlídce v Moskvě

R-12 Dvina byla sovětská balistická raketa středního doletu, v kódu NATO označována jako „SS-4 Sandal“ a v sovětském vojenském typovém označení GRAU měla index 8K63.
Jednostupňovou raketu na kapalné pohonné látky vyvinuli v konstrukční kanceláři ОКB-586 pod vedením Michaila Jangela. Její celková výška byla 22 m a průměr 1,65 metru, dokázala nést jadernou hlavici o hmotnosti 1600 kg na maximální vzdálenost 2 080 km}. Verze R-12U byla modifikována pro starty z podzemního raketového sila. Kvůli použití dlouhodobě skladovatelných pohonných látek a poměrně velké mobility byla první operačně efektivní sovětskou raketou středního doletu a také první hromadně vyráběnou (celkově bylo vyrobeno přes 2 300 kusů). Ve výzbroji sovětské armády byla v letech 1960–1989. Modifikovaná verze rakety byla použita jako první stupeň lehkého kosmického nosiče Kosmos-2I.
Rozmístění raket R-12 v roce 1962 na Kubě se stalo příčinou karibské krize.